# Ribeira (Porto)
Dit overzicht is mogelijk incompleet; u kunt helpen door het uit te breiden.

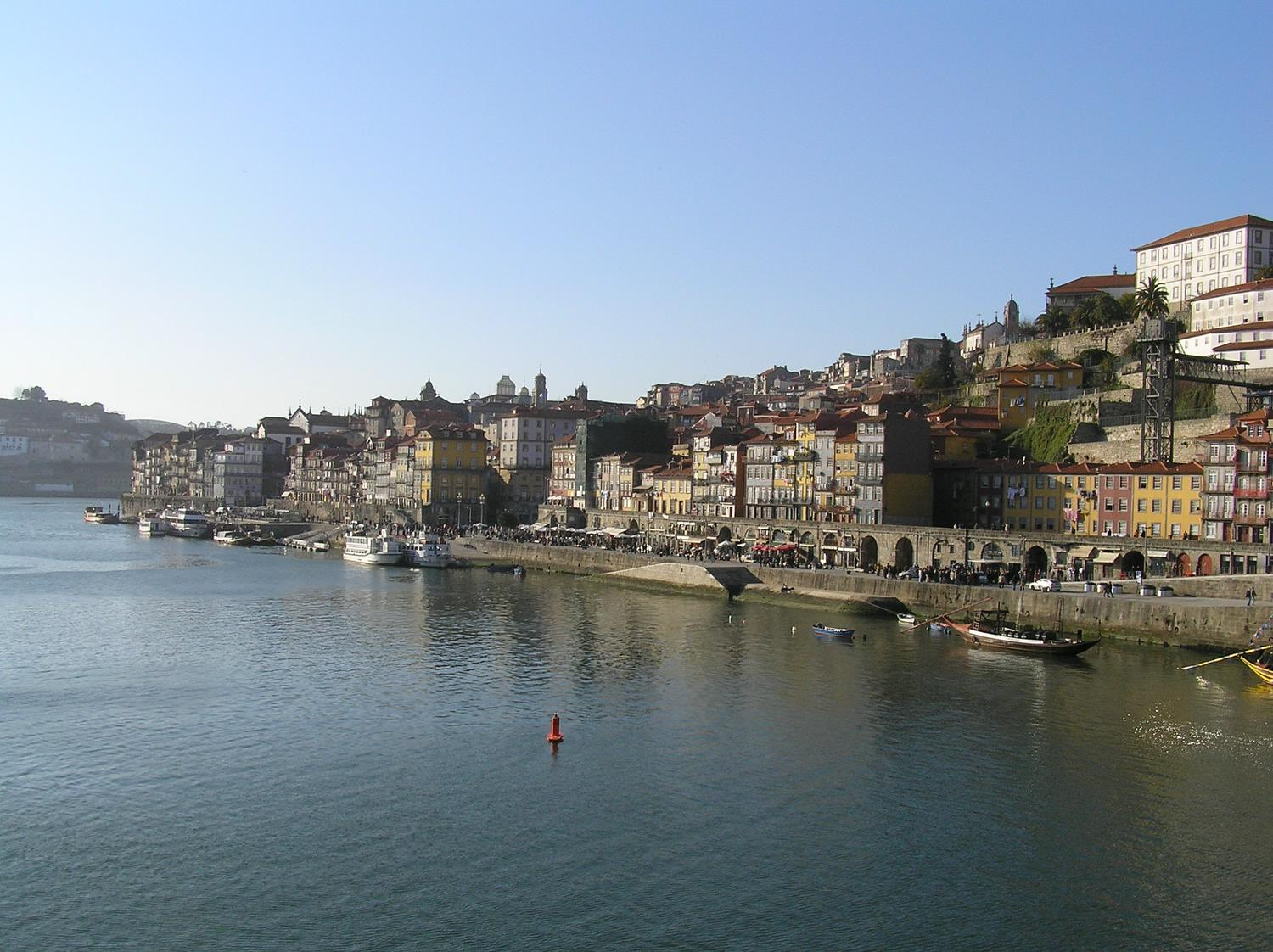
De Ribeira

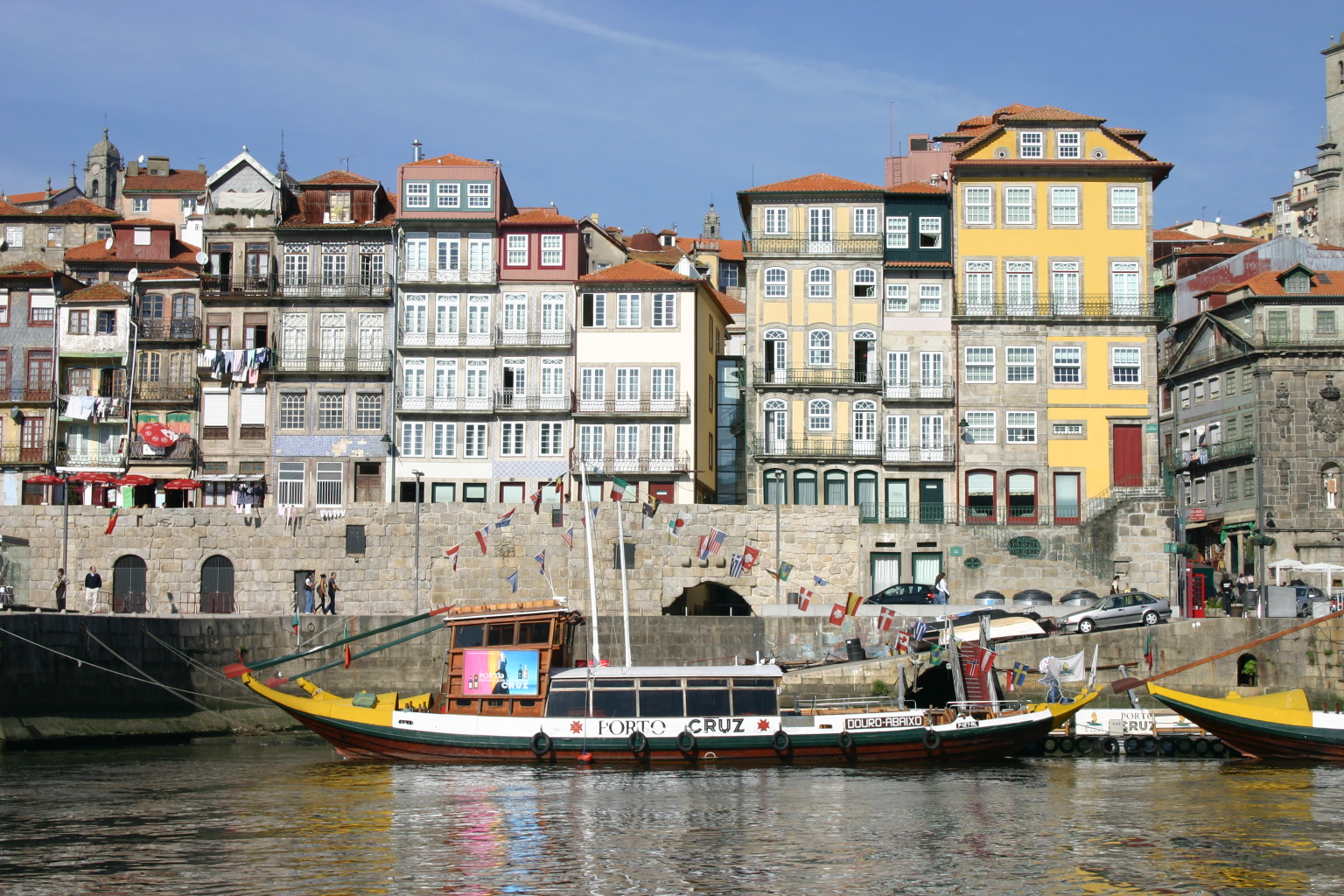
De Ribeira

De Ribeira (Rivieroever) is een oude wijk van de Portugese stad Porto aan de rivier de Douro.
Ribeira is een klein deel van het Historisch Centrum van Porto (Centro Histórico do Porto) dat sinds 1996 op de Werelderfgoedlijst van de UNESCO staat. Dit historisch centrum wordt gevormd door het gebied dat omsloten was door de Muralhas Fernandinas (Middeleeuwse stadsmuren) en enkele aanpalende gebieden. Het oude stadsdeel bestaat uit vele kleine steegjes en straatjes, waarvan vele gerenoveerd worden. 